# Conozoa
Conozoa là một chi châu chấu thuộc họ Acrididae.

## Các loài
- C. carinata Rehn, 1907
- C. clementina (Rentz & Weissman, 1981)
- C. constricta (Henderson, 1924)
- C. hyalina (McNeill, 1901) — extinct
- C. nicola (Rentz & Weissman, 1981)
- C. rebellis Saussure, 1888
- C. sculcifrons (Scudder, 1876)
- C. texana Bruner, 1889